# Petra Kronbergerová
Petra Kronbergerová (* 21. února 1969, Pfarrwerfen) je bývalá rakouská sjezdařka.
Má dvě zlaté olympijské medaile, ze slalomu a alpské kombinace, obě z olympijských her v Albertville z roku 1992. Roku 1991 se stala mistryní světa ve sjezdu. Třikrát se stala celkovou vítězkou Světového poháru (1990, 1991, 1992). Byla proslulá svou všestranností – stala se první ženou, která ve Světovém poháru vyhrála závod ve všech kategoriích (tedy ve sjezdu, super obřím slalomu, obřím slalomu, slalomu a kombinaci), navíc to dokázala v jediné sezóně (1990–91), což se podařilo zopakovat zatím jen Janice Kostelićové a Tině Mazeové. Lyžovat začala ve třech letech, závodit v sedmi. Jejím vzorem v mládí byla Annemarie Moserová-Pröllová.